# Teano (filósofa)
Teano (em grego: Θεανώ; século VI a.C.) ou Teano de Crotona foi uma matemática e filósofa da Grécia Antiga.

## Biografia
Pouco se sabe sobre a vida de Teano, e as fontes antigas são confusas. De acordo com uma tradição, ela teria vindo de Creta e foi filha de Pitonax de Creta (um físico e filósofo seguidor do orfismo), mas em outros relatos acredita-se que era de Crotona e tenha sido filha de Brontino - sucessor de Pitágoras; ou ainda a filha de Pitágoras e mulher de Brontino, ou a filha de Milo de Crotona. Tradicionalmente, foi uma grande discípula de Pitágoras e muitos a supõem como tendo sido sua mulher.
Os filhos atribuídos de várias formas a Pitágoras e Teano incluíam três filhas, Damo, Myia e Arignote, e um filho, Telauges. Acredita-se que ela e as duas filhas tenham assumido a escola pitagórica após a morte do marido.
Na escola grega conduzida por Pitágoras havia muitas mulheres acadêmicas e mestras. Os que participavam da escola viviam de maneira pública e publicavam os trabalhos todos sob o nome de Pitágoras. Assim, hoje torna-se difícil determinar cada trabalho individualmente.

## Pensamento
Não há escritos remanescentes, embora exista uma literatura apócrifa. Historiadores afirmam que o trabalho mais importante por ela deixado relaciona-se ao princípio filosófico da doutrina do meio-termo, a qual ela teria dito a Hipódamo de Túrio (pode ser o Hipódamo de Mileto, que segundo Aristóteles planejou a cidade de Túrio na Magna Grécia em 440 a.C.) estar num tratado chamado Sobre a Virtude.
Mary Ellen Waithe a considerou uma filósofa pitagórica em sua obra sobre as filósofas da história. Dentro da tradição pitagórica, Teano considerava que tudo que existe por ser distinto numericamente. O número é o princípio da realidade e da individualidade. Segundo Estobeu, Thesleff, e Heeren, Theano escreveu em Sobre a Piedade:
Eu aprendi que muitos dos gregos acreditam que Pitágoras disse que todas as coisas são geradas a partir do número. A própria afirmação coloca uma dificuldade: como coisas que não existem podem ser concebidas a gerar? Mas ele não disse que todas as coisas vêm a ser do número; antes, são de acordo com o número - com base no fato de que a ordem no sentido primário está no número e é pela participação que um primeiro, e um segundo e o resto são sequencialmente atribuídos a coisas que são contadas.